# محل ملاقاتش
محل ملاقاتش (به انگلیسی: His Trysting Place) فیلمی کوتاه و صامت، به نویسندگی و کارگردانی و بازی چارلی چاپلین و تولید سال ۱۹۱۴ می‌باشد.

## بازیگران
- چارلی چاپلین - کلارنس
- میبل نورماند - میبل
- مک سوین - آمبروز
- فیلیس آلن - همسر آمبروز